# Эклон, Христиан Фредерик
Христиа́н Фредери́к (Фридрих) Экло́н (дат. Christian Frederik Ecklon; 17 декабря 1795, Обенро, Дания, — 1868, Кейптаун, Капская колония) — датский ботаник, известный своими исследованиями флоры Южной Африки.

## Биография
Родился в семье мясника. Учился в Кильском университете, затем стал фармацевтом. В 1823 году он впервые отправился в Южную Африку, где работал фармацевтом. В то же время Эклон собирал образцы южноафриканских растений и к 1828 году, когда он вернулся в Европу, уже обладал довольно обширной ботанической коллекцией. В 1829 году он вместе с Филиппом Цейгером снова отправился в Африку. По возвращении в 1833 году они начали обработку образцов собранных ими растений. В 1838 году Эклон в третий раз уехал в Южную Африку. Он скончался в 1868 году в Кейптауне.
Гербарий Эклона был распродан в различные университеты Европы. Основная его часть была приобретена Кильским университетом (KIEL). Также множество образцов было приобретено Фердинандом Мюллером и хранится в Королевских ботанических садах в Мельбурне (MEL).

## Некоторые научные работы
- Ecklon, C.F. (1827). Topographisches Verzeichniss der Pflanzensammlung von C. F. Ecklon. 44 p.
- Ecklon, C.F.; Zeyher, K.L.P. (1834—1837). Enumeratio plantarum africae australis extratropicae. 400 p.

## Роды, названные в честь Хр. Эклона
- Ecklonea Steud., 1829, nom. illeg. [syn.  Trianoptiles Fenzl ex Endl., 1836]
- Ecklonia Hornem., 1828